# Bolivar Peninsula, Texas
Bolivar Peninsula là một nơi ấn định cho điều tra dân số (CDP) thuộc quận Galveston, tiểu bang Texas, Hoa Kỳ. Năm 2010, dân số của nơi này là 2417 người.

## Dân số
- Dân số năm 2000: 3853 người.
- Dân số năm 2010: 2417 người.